# Piz Galin

Panoráma údolí s městem Andalo, nasnímané z úpatí masivu Paganella

Piz Galin (2 442 m n. m.) je hora ve Východních Alpách v severní Itálii v provincii Trentino. Je součástí horské skupiny Brenta. Její pravidelný pyramidální tvar je v protikladu s nepravidelnými a bizarními útvary ostatních skalních celků pohoří. Spolu se širokou základnou vytváří výraznou kulisu pro pohledy ze severních a východních oblastí. Při jejím úpatí se nalézá významné středisko zimní i letní turistiky Andalo.  Pro pohledy z města představuje základní útvar a ocitá se tak v pověstech i rčeních místních obyvatel. Tradičně se podle tvaru oblačnosti na jejím vrcholu odhaduje počasí pro následující den. Na samém vrcholu je umístěn vysoký kříž, který je za dobrého počasí viditelný pouhým okem.

Spolu s vrcholy Croz dell´Altissimo a Cima Lasteri tvoří celek, ohraničený na severu a východě širokou základnou s povlovným stoupáním, na jižní části pod Croz dell´Altissimo naopak 900 m vysokou stěnou. Vrchol nabízí 360° rozhled na masiv Paganella, Gardské hory, Dolomity a údolí Adige, ale především na hlavní vrcholy domovského pohoří Brenta. Na jihu můžeme obdivovat hlavní vrcholy této horské skupiny: Cima Tosa, Cima Brenta Alta,Torre di Brenta, Cima d´Armi, Cima Molveno, Cima Brenta, Cima Sella, Cima Falckner a Cima Grostè. Detailně lze prohlédnout bizarní skupiny skalních věží Campanile Basso a Campanile Alto. V dohledu se ocitá mocná skála Pietra Grande i ostatní útvary, které tvoří kulisu sjezdovek Madonna di Campilio. Na horizontu vyčnívají vrcholy rakouských Alp.

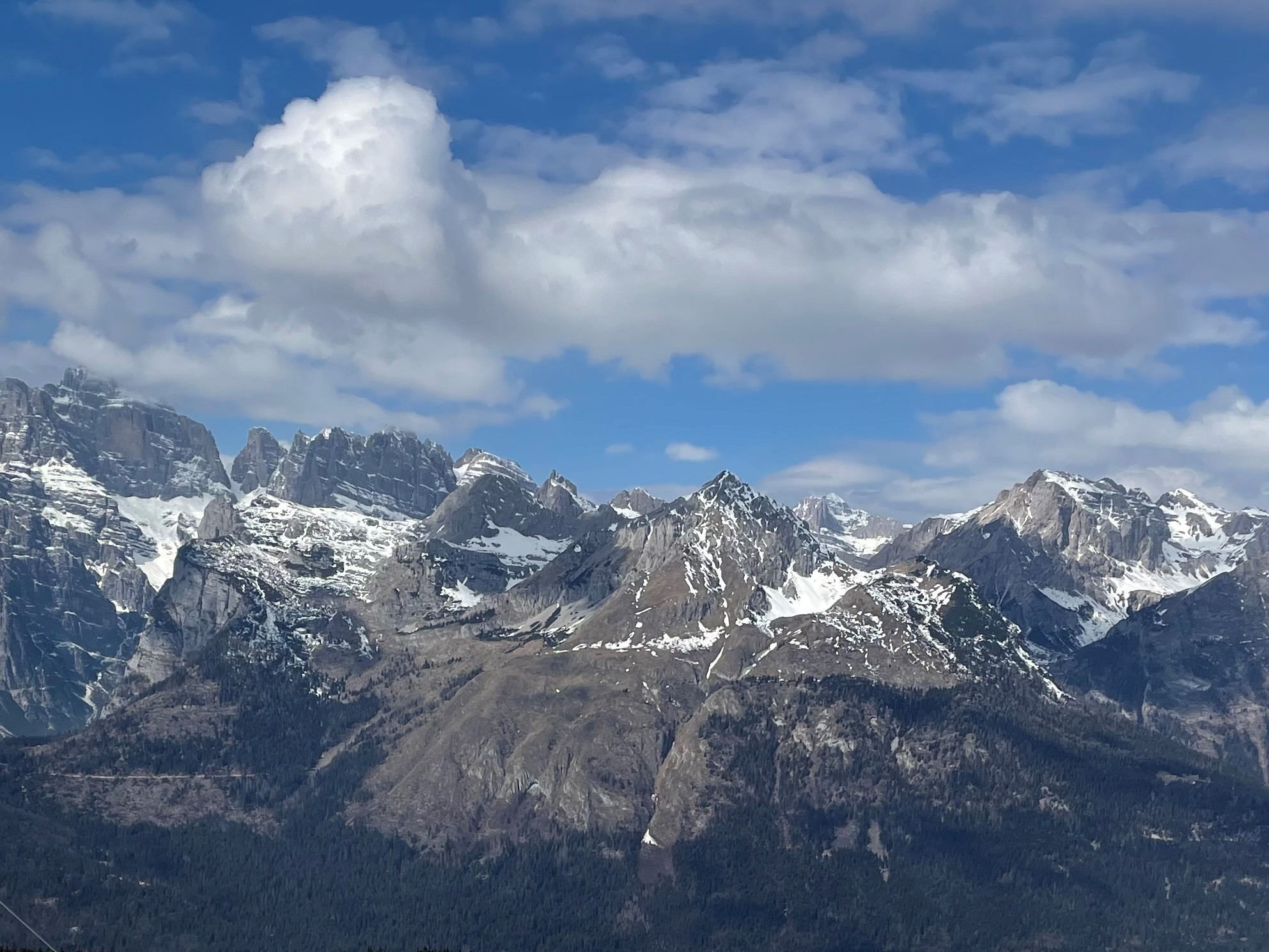
Na začátku jara, vlevo stěna Croz dell´Altissimo
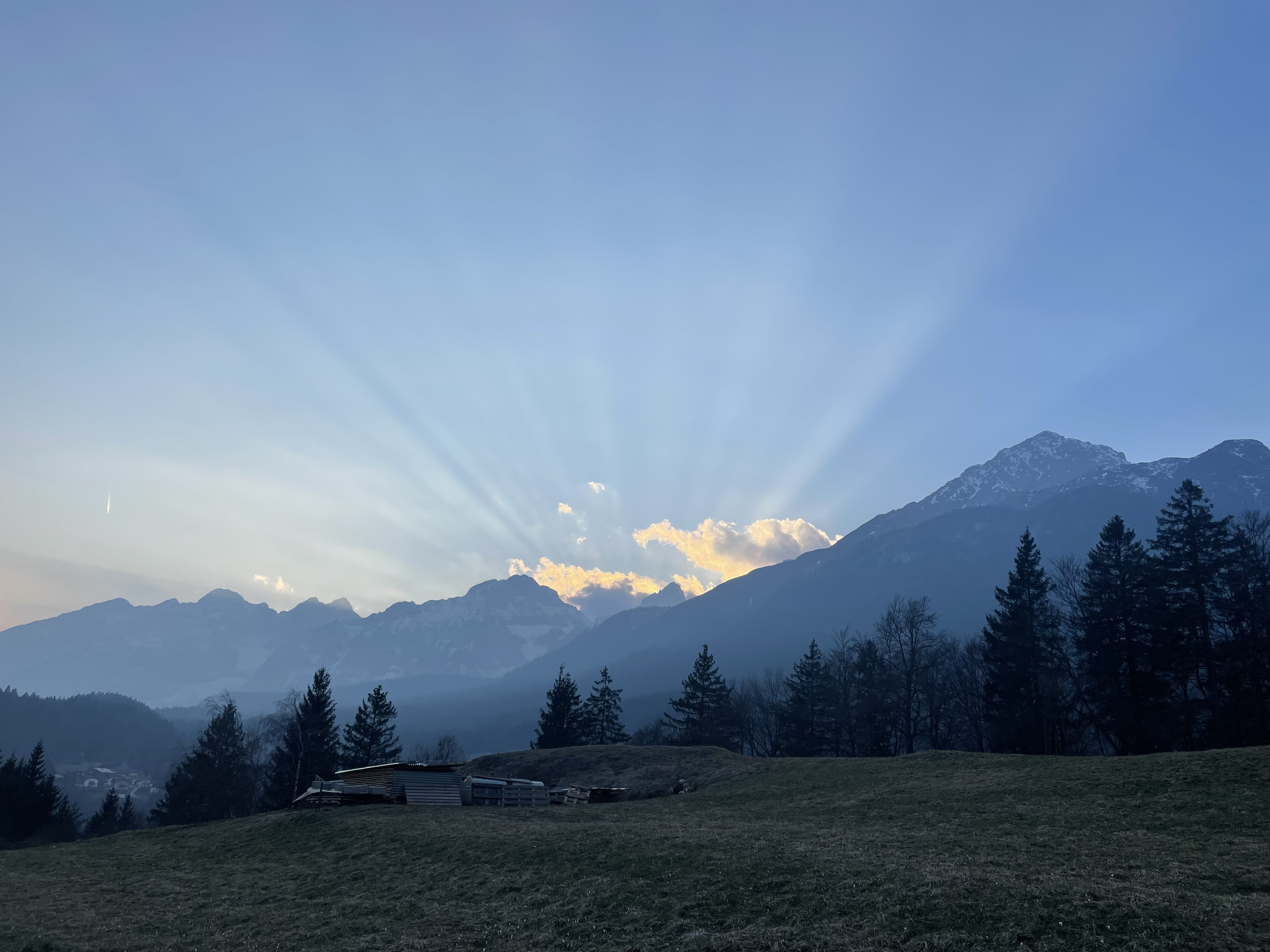
Piz Galin při západu slunce
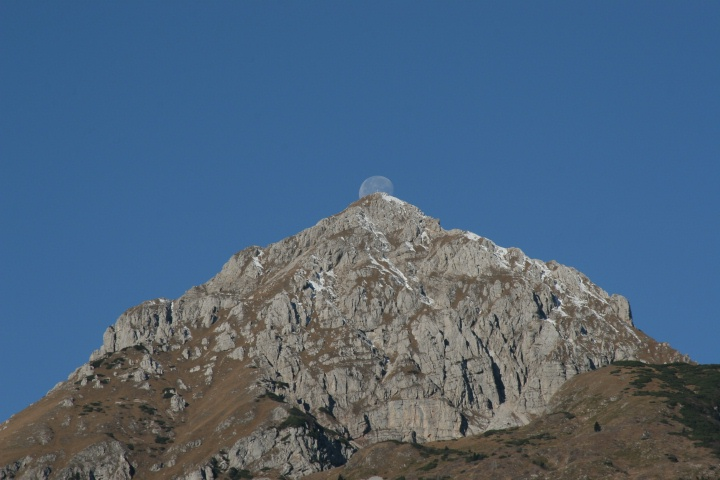
Měsíc nad Piz Galin
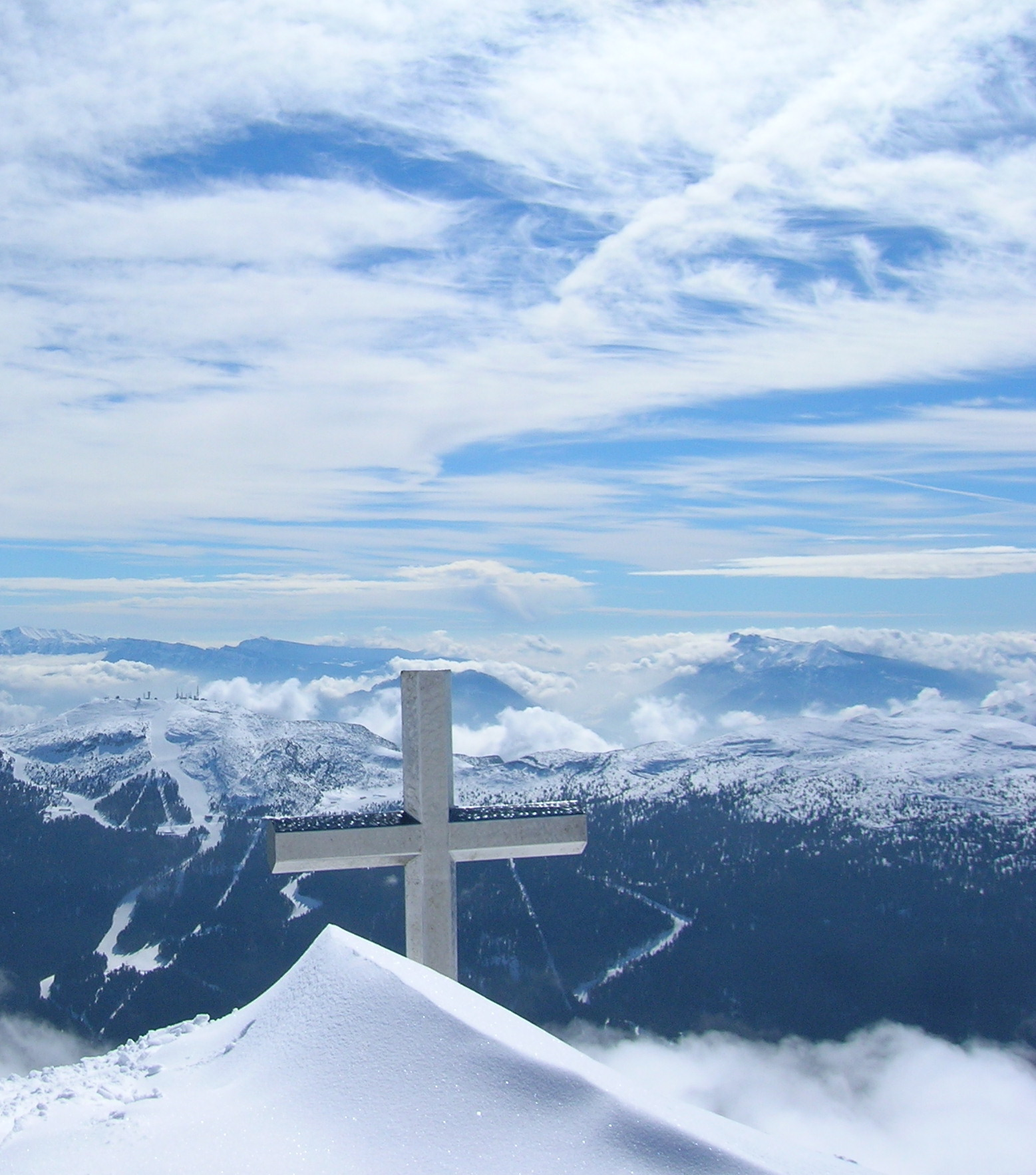
Výhled na všechny sjezdovky nad Andalem

Cesta pod vrchol Piz Galin je pohodlně dostupná nejprve lesní, později otevřenou cestou od parkoviště Val Biole (1 183 m.m.m.). Většinu převýšení lze zdolat i lanovkou z Molvena k chatě La Montanara (1 525 m n. m.). K samotnému vrcholu vede z jihozápadu horolezecká trasa Sentiero alpinistico Carlo Alberto Banal. Výstup nevyžaduje jištění, v některých úsecích se vyskytují přídržná ocelová lana. Délka výstupu i sestupu touto trasou z bodu Val Bilole je uváděna 2,5 hodiny, celkově 5 hodin. Třebaže se jedná o trasu nejnižší horolezecké obtížnosti v letním období, nese jméno po člověku, který se zřítil těsně pod vrcholem při skialpinistické expedici v dubnu 2014. Horolezec a fotograf hor Carlo Alberto Banal z Andala přitom slezl většinu významných alpských vrcholů a Piz Galin byla jeho zamilovaná hora, kterou slézal již od dětských let. I po tragédii zůstává hora Piz Galin a její okolí oblíbeným prostředím pro skialpinismus.